# 천상천하
천상천하(일본어: 天上天下 텐죠우 텐제[*])는 일본의 만화가 오구레이토(Oh!great, 大暮維人)가 그렸던 청년만화이다. 일본의 슈에이샤 만화잡지 《울트라점프》에 연재되었으며 단행본 22권을 끝으로 완결되었다.
대한민국에서는 대원씨아이에서 단행본으로 발행되었고 6권부터 동 회사 만화지 주니어챔프에 연재되었으나 잡지의 폐간(2002년 11~12월 합본호)으로 다시 단행본 발행으로 환원되었다. 내용 수위 문제로 15세 이상만 볼 수 있다.

## 줄거리
통도학원 2학년이자 유검부 부원인 타카야나기 마사타카는 지각으로 유검부 부장이자 한 학년 선배인 나츠메 마야를 만나게 되었다가 그녀의 여동생이자 통도학원 1학년생인 나츠메 아야가 유검부에 입부했다는 것을 알고 그녀의 모습을 보게 된다.
마사타카가 본 아야의 모습은 수려하고 예뻐보이는 성숙한 여인의 자세를 지닌 그런 모습이었는데....
한편 통도학원 1학년이자 싸움꾼으로 알려진 두 소년 나기 소이치로와 밥 마키하라가 선후배를 가릴 것도 없이 싸움을 걸고 행패를 부리게되자 마야의 동급생들이 구원을 요청하면서 마야가 나가서 그들을 만나게 되었는데 겉모습이 땅꼬마와 같은 모습의 마야를 보고 나기와 밥은 초등학생 꼬마가 왜 고등학교에 있냐며 놀린다. 사실 마야의 이런 모습은 힘을 봉인하기 위해 일부러 어린아이로 있는 것이었다. 그리고나서 마야가 본모습으로 나오게 되자 초등학생이 여인으로 변했다며 놀라하는 나기와 밥. 결국 본모습으로 된 마야로부터 나기가 깨지게 되고 샤워실로 추락하게 되었는데 뜻밖에도 샤워중이었던 아야와 충돌하게 되고 아야는 처음보는 나기를 보며 그에게 한눈에 반하게 되었는데....

## 등장인물

### 주인공
나기 소이치로
성우 : 호시 소이치로/정윤정
이 만화의 주인공이자 통도학원 1학년. 거칠고 저돌적인 성격을 가진 싸움꾼으로 친구인 밥과 함께 통도학원의 문제아로 소문나면서 선후배를 가릴 없이 행패를 부리는 태도를 보이다가 유검부 부장인 나츠메 마야에게 걸리게되면서 그녀에 의해 깨지게 되어서 샤워장으로 추락하였을 때 동급생이자 마야의 여동생인 아야와 충돌하면서 졸지에 그녀의 낭군으로 불리게 된다. 사실 그의 정체는 흉불일족으로 인간들로부터 저주를 받아온 종족으로 알려졌다.
밥 마키하라
성우 : 미키 신이치로/정승욱
나기의 친구이자 통도학원 1학년. 미국에서 온 흑인 소년으로 나기와 함께 통도학원을 휘저으며 선후배들에게 행패를 부리는 문제아로 있었다가 자신의 일본인 여자친구가 집행부의 류자키에게 강간을 당하게 된 것을 계기로 집행부에 대한 복수와 힘을 기르기위해 나기와 함께 유검부에 입부한다.

### 유검부
나츠메 마야
성우 : 히사카와 아야/양정화 (크기가 큰)/박소라 (작은)
통도학원 3학년이자 유검부 부장. 나츠메 남매 중 장녀이며 전임 유검부 부장이자 오빠인 나츠메 신의 대를 이어서 유검부를 이끌고있다. 평소에는 힘을 절제하기 위해 어린아이의 모습으로 있는 편이며 유검부와 집행부간의 충돌 당시 학교로부터 퇴학처분을 받은 적이 있다.
나츠메 아야
성우 : 치하라 미노리/배정미
통도학원 1학년이자 유검부 부원. 나츠메 남매 중 막내이며 용안(龍眼)의 소유자이기도 하다. 샤워실에서 샤워 하던 중 학교 교실에서 추락한 나기와 충돌하면서 처음보게 되었던 그를 보고 한눈에 반하게 되었으며 이후에도 그에게 관심을 보이고 있다.
나츠메 신
성우 : 미정
전임 통도학원의 집행부장이자 유검부장. 나츠메 남매 중 장남이며 마야와 아야의 오빠이다. 지금은 고인이며 생전에는 타고난 싸움꾼으로 알려져있고 아야와 같은 용안의 소유자였다. 미츠오미와의 최후 싸움 때 사망한다.
타카야나기 마사타카
성우 : 세키 토모카즈/김승준
통도학원 2학년. 유검부 부원이며 아야의 모습을 보면서 반하게 된다. 마야가 이탈하면서 실질적인 유검부 부장 역할을 하게 되었으며 아야에게 호감을 갖고있다. 사실은 집행부 부장인 타카야나기 미츠오미의 친동생이다.

### 집행부
타카야나기 미츠오미
성우 : 미정
통도학원 3학년이자 집행부 부장. 권위적이고 위압적인 성향을 가졌지만 한때는 나약한 면이 있는 성격이었으며 마야와도 친한 편이다. 사실은 1학년 때 나츠메 신을 살해한 장본인이다.
이스즈 에미
성우 : 테라다 하루히/정유미
통도학원 3학년이자 집행부 부부장. 미츠오미에게 호감을 갖고있으며 마야와는 라이벌 지간으로 유검부와 집행부간의 충돌 때 처음 등장하였다. 본래는 쿠즈노하 가문에서 신의 친구인 마나를 보좌하는 아가씨였으며 미츠오미와 처음만난 이후 그의 모습에 반하여 집행부에 입부하였다. 평소에는 늘씬한 몸매이지만 사실은 거대한 체구를 가진 소녀였으며 암기를 지니고 있다.
타와라 분시치
성우 : 야오 카즈키
통도학원 3학년이자 집행부 고문. 사실은 유급을 세 번 당했던 인물로 나이가 많으며 나츠메 신과 동창이다. 노안을 가진 영향 때문에 나기와 밥이 처음에 아저씨라고 부르기도 하였다. 겉보기에는 노안이지만 굉장한 싸움꾼으로 실력이 상당한 편이며 과거에 나츠메 신을 상대로 싸움을 벌였을 때 그에게 심한 중상을 입힌 적이 있었다. 유검부 초기 부원이기도 하여서 유검부와 집행부 충돌면에서는 중립을 유지한다.
사가라 코지
성우 : 미야케 켄타
집행부 부원으로 유일하게 통도학원 소속학생이 아닌 다른 학교 학생이다. 거구의 몸집에 항상 마스크를 쓰고 다니며 사가 마스크라는 이름으로 불렸고 나기와 한 판을 벌였을 때 참패하면서 나기의 실력을 인정하게 된다.
류자키 츠토무
성우 : 하마다 켄지
집행부 부원. 불을 다루는 솜씨를 가진 학생으로 담배를 즐겨피우며 나기와 밥의 실력을 보기위해 밥의 여자친구인 치아키를 납치하고 강간하였던 적이 있다가 나중에 나기에게 당하게 된다.

### 기타 인물
코노이케 치아키밥의 여자친구로 다른 학교에 다니는 여학생이며 한때 코인세탁소에 있던 중 집행부 부원 류자키로부터 습격을 받아 강간을 당한 적이 있었다. 유검부와 집행부 충돌 때 밥이 상처를 입게되고 마야가 집행부 부장 미츠오미와 연인으로 있었다는 것을 알게되자 한때 유검부를 증오하기도 하였으나 관계가 회복되었다. 성우는 시라이시 료코
쿠즈노하 마나통도학원 여학생이자 나츠메 신의 동창. 침술을 다루는 능력이 있으며 신과 미츠오미간의 싸움 때 미츠오미를 공격하려던 신의 폭주를 막기위해 뛰어들었다가 기공에 맞으면서 신과 함께 사망한다. 성우는 카와라기 시호